# Zegel van Colorado

Zegel van Colorado.

Het zegel van Colorado is het staatszegel van de Amerikaanse staat Colorado die vanaf 15 maart 1877 officieel is. Het motto van de zegel is "Nil sine numine" dat "Niets zonder de Voorzienigheid" betekent.